# Колмаш, Йозеф
Йозеф Колмаш (чеш. Josef Kolmaš; 6 июля 1933, Темице, Годонин — 9 февраля 2021) — чешский востоковед, синолог, тибетолог и монголист. Ведущий специалист Чехии по Тибету. Многолетний научный сотрудник чешского Института востоковедения, в 1994—2002 его директор. Переводчик, всемирно известный эксперт по истории китайско-тибетских отношений. Профессор, доктор философских наук.

## Образование
Учился в гимназии города Киёв района Годонин, где профессор Ладислав Длоуги побудил в нём интерес к изучению восточных языков. Профессор подписал ученика на журнал для изучающих китайский, Nový Orient. Получив сертификат зрелости, он, с целью продолжить изучение китайского языка, поступил на Гуманитарный факультет Карлова Университета в Праге, который он окончил в 1957. Его ведущим профессором был Ладислав Прушек. В течение двух лет после выпуска он занимался исследованиями в Институте национальных меньшинств в Пекине, где он был единственным студентом, изучавшим тибетский язык и литературу.
Во время своего пребывания в Китае ему представилась возможность посетить основные центры тибетских исследований в Чэнду и Ланьчжоу, а также получить и перевезти в Прагу полное ксилографическое издание тибетского канона Ганджур и Данджур издания середины XVIII века (ныне в библиотеке Института востоковедения).

## Научная работа
Йозеф Колмаш — автор значительного числа научных монографий, библиографических исследований и переводов. Бо́льшая часть информации о Тибете на чешском языке исходит от него.
Первой крупной работой Й. Колмаша была диссертация «Симлская конференция 1913—1914», где рассматривался нерешенный вопрос о политическом статусе Тибета в период Синьхайской революции и создания Китайской республики в 1911 году, а также определения его границ с собственно Китаем. Эта работа завершила трёхлетнюю (1961—1964) аспирантуру Й. Колмаша и по результатам её защиты он получил степень кандидата исторических наук.